# Cast of Thousands
Cast of Thousands – drugi album studyjny rockowego zespołu Elbow, wydany w 2003 r. przez V2 Records. Tytuł albumu odnosi się do piosenki "Grace Under Pressure", której refren, śpiewany przez publiczność, został nagrany na Glastonbury Festival w 2002 r. podczas występu Elbow. Uczestnicy zostali zaproszeni do wpisywania swych nazwisk na stronie zespołu. Wszyscy zostali wymienieni na tylnej części okładki albumu. Amerykańska wersja płyty zawiera dwie dodatkowe piosenki: "Whisper Grass" (która została wydana na singlu "Fallen Angel") i "Lay Down Your Cross" (wydana na singlu "Not a Job"). Japońska wersja zawiera "Whisper Grass" i "Brave New Shave" (także z singla "Fallen Angel"). Wyprodukowano także film w związku z wydaniem albumu. Zawiera on wszystkie 11 utworów oraz teledyski "Fallen Angel" i "Fugitive Motel."

## Lista utworów
1. "Ribcage" – 6:27
2. "Fallen Angel" – 4:07
3. "Fugitive Motel" – 5:51
4. "Snooks (Progress Report)" – 4:00
5. "Switching Off" – 5:05
6. "I've Got Your Number" – 4:48
7. "Buttons and Zips" – 3:57
8. "Crawling with Idiot" – 4:41
9. "Grace Under Pressure" – 4:57
10. "Flying Dream 143" – 1:48

## Personel

### Elbow
- Guy Garvey,
- Mark Potter,
- Craig Potter,
- Pete Turner,
- Richard Jupp.